# Leviathan (2014)
Leviathan (russisch Левиафан, Lewiafan) ist ein russisches Filmdrama des Regisseurs Andrei Swjaginzew aus dem Jahr 2014. Das Drehbuch stammt von Swjaginzew und Oleg Negin. Hauptdarsteller sind Alexei Serebrjakow, Jelena Ljadowa und Wladimir Wdowitschenkow. Die Geschichte ist eine moderne Adaption des Buches Hiob und spielt auf einer Halbinsel in der Barentssee. Die Produktion wurde international mit vielen Preisen ausgezeichnet und als Bester fremdsprachiger Film 2015 für den Oscar nominiert.

## Handlung
Der Automechaniker Nikolai Sergejew lebt zusammen mit Frau Lilia und Sohn Roman aus erster Ehe in einem selbstgebauten, bescheidenen Holzhaus. Das Haus liegt einsam, umgeben von einigem Schrott, auf einem schön gelegenen Grundstück am Ufer einer kleinen Bucht an der Barentssee. Wadim Schelewjat, der korrupte Bürgermeister der Stadt Pribreschny, will Sergejew das Grundstück samt Besitz – auch die Autowerkstatt – enteignen. Dafür soll Nikolai mit einem lachhaften „Kaufpreis“ entschädigt werden, der es ihm nicht mal erlauben würde, eine einfache Wohnung in der Stadt zu kaufen.

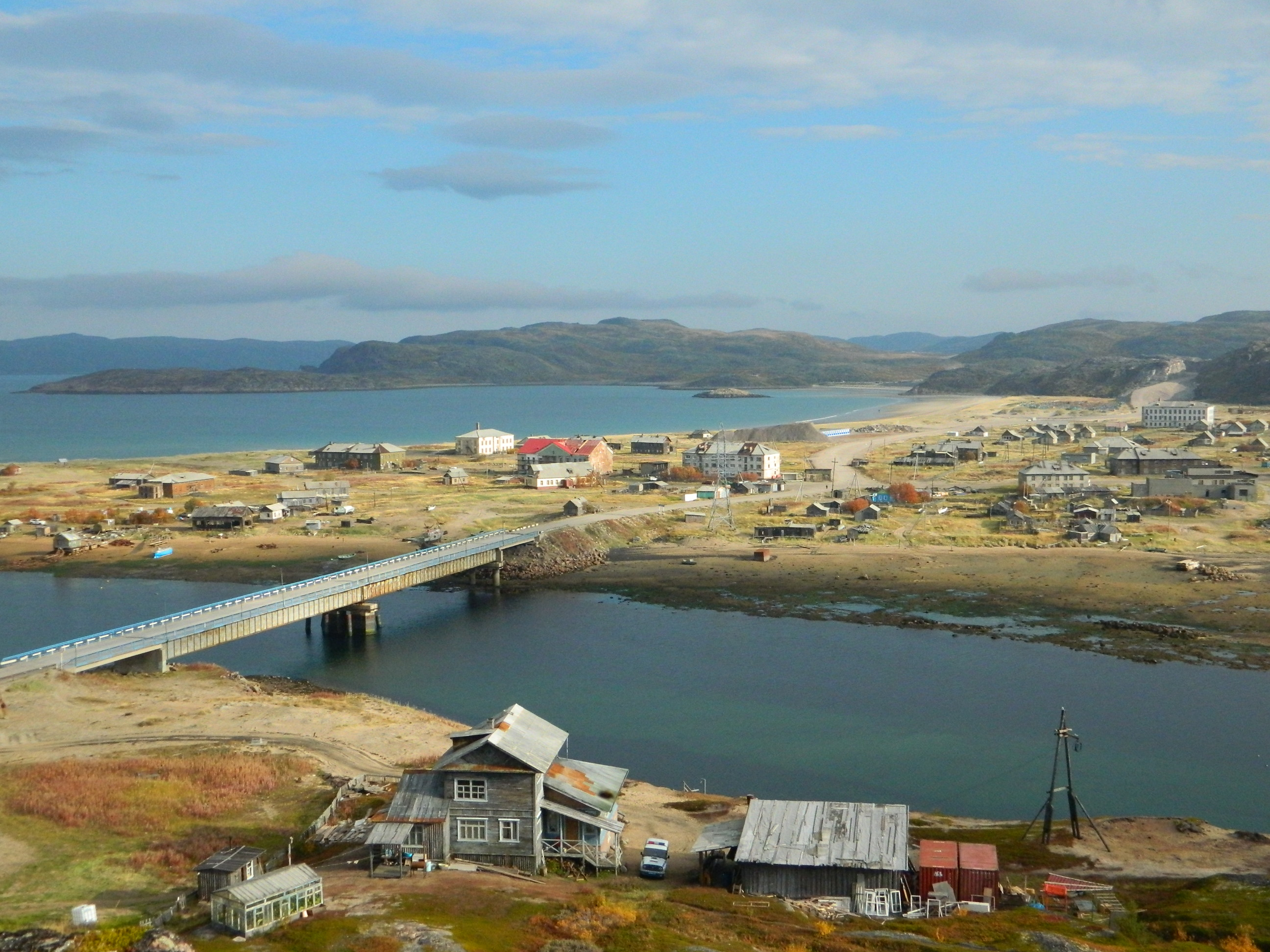
Teriberka (2013) mit dem Haupthaus aus dem Film Im Vordergrund

Zwei Prozesse, in denen er dieses Verfahren angefochten hatte, hat Sergejew bereits verloren, daher bittet er seinen Armeefreund Dmitri Selesnjow um Hilfe, der inzwischen ein angesehener Anwalt in Moskau ist. Selesnjow fährt zu ihm in den Norden. Ein erneuter Gerichtstermin bleibt erfolglos. Die Aussichten sind schlecht, Selesnjow schlägt den Sergejews vor, doch einen Umzug nach Moskau zu erwägen. Am Abend taucht der Bürgermeister, stark betrunken, samt Leibwächter bei Sergejew auf, um ihn zu demütigen. Dmitri kann seinen ebenfalls angetrunkenen und etwas cholerischen Freund Nikolai mit Mühe beruhigen und den Bürgermeister abwimmeln. Am nächsten Tag wollen die Sergejews und Selesnjow in der Stadt bei Polizei und Gericht den Bürgermeister anzeigen, aber ohne Erfolg. Sergejew macht seinem Unmut bei der Polizei Luft, wird deshalb verhaftet und kommt in die Arrestzelle.
Dmitri Selesnjow hat einige nicht näher benannte Fakten recherchiert, mit denen der Bürgermeister angeschwärzt werden soll, um ihn von seinem Plan abzubringen. Der Anwalt trifft den Bürgermeister in dessen Büro und zeigt ihm eine Mappe mit Beweismitteln, mit denen er den Politiker zu erpressen versucht. Er verweist auf seine Bekanntschaft mit einflussreichen Moskauer Politikern und fordert, entweder von Nikolai abzulassen, oder ihm eine gerechte Entschädigung – das sechsfache dessen, was ursprünglich angeboten wurde – auszuzahlen. Am nächsten Tag wird Sergejew wieder freigelassen. Seine Frau hat ihn kurz davor im Hotelzimmer mit Selesnjow betrogen.
Bei einem Picknick mit Barbecue, Wodka und Schießübungen – der Verkehrspolizist Polivanov samt Familie und dessen Chef sind ebenfalls dabei – findet Nikolai heraus, dass seine Frau Lilia und sein Freund Dmitri eine Affäre haben. Nikolai verprügelt sie und droht in betrunkenem Zustand, beide umzubringen. Zunächst fahren Lilia und Dmitri ins Hotel, doch schließlich kehrt Lilia zu ihrem Mann zurück, der sich unterdessen wieder beruhigt hat. Roman hingegen, der zu seiner Stiefmutter auch vorher schon ein schwieriges Verhältnis hatte, kann Lilia nicht vergeben.
Bürgermeister Schelewjat ist angesichts der gegen ihn gesammelten Beweismittel zunächst verunsichert, berät sich dann jedoch mit den entscheidenden Leuten in der Stadt, die sämtlich nach seiner Pfeife tanzen: der Richterin, der Staatsanwältin und dem Polizeichef. Zusätzlich vergewissert er sich der Unterstützung des örtlichen Bischofs und beschließt, der Erpressung nicht nachzugeben. Er lockt Selesnjow unter dem Vorwand weiterer Verhandlungen in eine entlegene Gegend. Die Schergen des Bürgermeisters schlagen Dmitri zusammen. Schelewjat lässt sich eine Pistole geben und richtet sie auf den Anwalt, feuert die Waffe aber knapp neben dessen Kopf ab. Selesnjow ist nach dieser Scheinhinrichtung derart eingeschüchtert, dass er wieder nach Moskau abreist.
Nach einem Streit mit Roman verlässt Lilia das Haus und reagiert nicht mehr auf Anrufe. Auch an ihrer Arbeitsstelle in einer Fischfabrik wurde sie nicht mehr gesehen. Kurze Zeit später wird sie tot im Wattenmeer aufgefunden. Nikolai versucht daraufhin, sein Schicksal im Wodka zu ertränken. Er fragt einen Priester, wie Gott dies zulassen konnte und ob die Ereignisse einen anderen Verlauf genommen hätten, wenn er ein frommeres Leben geführt hätte.
Die Untersuchung von Lilias Leiche ergibt, dass sie vor ihrem Tod Geschlechtsverkehr hatte, also vermutlich vergewaltigt wurde. Anschließend hat man sie mit einem Hammer erschlagen. Nikolai wird aufgrund seiner Äußerungen beim Picknick und der „erdrückenden“ Beweislast des Mordes verdächtigt und verhaftet, sein Haus wird schließlich von Baggern zerstört. Das befreundete Ehepaar Poliwanow bietet Roman an, ihn bis zu dessen Volljährigkeit in seine Obhut zu nehmen. Das Gericht, das entlastende Beweise ignoriert, spricht den unschuldigen Nikolai in einem Indizienprozess schuldig und verurteilt ihn zu 15 Jahren Lagerhaft. Bürgermeister Schelewjat nimmt das Urteil mit Genugtuung zur Kenntnis.
Im Finale des Filmes predigt der Bischof in einer großen, neuen Kirche, die an der Stelle von Nikolais Haus errichtet wurde.

## Entstehung
Swjaginzew hörte im Jahr 2008 während der Dreharbeiten zu New York, I Love You von der Geschichte eines Mannes aus dem US-amerikanischen Bundesstaat Colorado, der mehrere Gebäude seiner Stadt mit seinem Bulldozer zerstört hatte, nachdem durch den Bau einer Zementfabrik die Zufahrt zu seiner Werkstatt blockiert worden war, und der sich anschließend umgebracht hatte. Zusammen mit Oleg Negin entwickelte er aus dieser Geschichte heraus und inspiriert durch die Lektüren von Heinrich Kleists Novelle Michael Kohlhaas, dem Buch Ijob und Thomas Hobbes Abhandlung Leviathan, die als Namensgeber für den Film fungierte, das Drehbuch zu Leviathan.
Die Dreharbeiten begannen am 1. August 2013 und dauerten 67 Tage. Die Außenaufnahmen fanden in den Dörfern Teriberka und Tumanny und den Städten Kirowsk, Montschegorsk, Apatity und Olenegorsk in der Oblast Murmansk in Nordwestrussland sowie der Stadt Poschechonje im Oblast Jaroslawl in Zentralrussland statt. Ein Teil der Innenaufnahmen wurde in Moskau realisiert.
Die Produktionskosten betrugen ca. 3,4 Millionen US-Dollar. Der Film wurde zu 35 % mit Geldern des Russischen Kulturministeriums finanziert.

## Veröffentlichung
Der Film kam in Russland aufgrund eines Gesetzes, das Schimpfwörter in Medien, in Filmen und am Theater verbietet, in einer zensierten Sprachfassung in die Kinos. Das Premierendatum war zudem vom Kulturministerium hinausgeschoben worden aufgrund der dem Kulturministerium zustehenden Doktrin, russische Filme, die Russland positiv zeichnen, zu bevorzugen.
In Deutschland kam der Film im März 2015 in die Kinos und hatte ca. 37000 Zuschauer.

## Rezeption

### Russland
Der Großteil der russischen Kritiker war dem Film gegenüber positiv gestimmt, in den meisten Rezensionen wurde er als universell gültige Parabel über Macht und Autorität sowie eine angemessene Abbildung des aktuellen Russlands bezeichnet. Der russische Filmkritiker Anton Dolin nannte Leviathan demgemäß in der deutschen Ausgabe der Russia Beyond the Headlines ein „melancholische[s] Drama des Überlebens in der grauen Provinz“, in dem sich die Natur zugleich „grausam und malerisch“ zeige. Dolin resümierte, dass das Werk alles enthalte, „was der russische metaphysische Film für gewöhnlich entbehrt: eine direkte politische Botschaft, ausgezeichnete Schauspielerarbeit, realistische Dialoge und schwarzen Humor“.
Gleichzeitig wurde der Film in der politischen, kirchlichen und journalistischen Öffentlichkeit kontrovers diskutiert bis zur Behauptung, er sei staatsfeindliche Propaganda einer russophoben vom Ausland bezahlten fünften Kolonne. Der russische Journalist Wladimir Posner sah den Grund hierfür in der aktuellen Situation Russlands begründet: „Viele Menschen fühlen sich zu Unrecht von der westlichen Welt kritisiert, geächtet und angegriffen und empfinden, sie müssten sich selber schützen.“
Der amtierende Kulturminister Wladimir Medinski wurde nach der internationalen Anerkennung und Auszeichnung des Films zu einem scharfen Kritiker, obwohl die Produktionskosten teilweise durch das Ministerium getragen worden waren. Er äußerte gegenüber Swjaginzew, dass er mit dem Ergebnis nicht zufrieden sei und warf den Filmemachern nach der Oscar-Nominierung öffentlich vor, die antirussische Stimmung zu benutzen, um für ihr Schaffen internationale Aufmerksamkeit und Anerkennung zu erlangen. Gegenüber der Zeitung Iswestija kritisierte er, dass Swjaginzew die Figuren durchgehend negativ, fluchend und ausschweifend Wodka konsumierend, gezeichnet habe. Er würde weder sich selbst, seine Kollegen, Bekannten oder Bekannte von Bekannten in diesen Charakteren wiedererkennen. Das Kulturministerium schlug deshalb Richtlinien vor, um künftig Filme verbieten zu können, die die Nationalkultur „beschmutzen“ würden.
Vor dem Hintergrund der anhaltenden Kritik in seinem Heimatland zeigte sich Swjaginzew in einem Interview mit dem russischen Staatsfernsehsender Perwy kanal erstaunt darüber, dass Leviathan so „mikroskopisch ernst wie ein Dokumentarfilm“ genommen werde.
Ein Witz in Russland sagt, man könne in Russland zu jeder Türe hinaus gehen, um den Film gesehen zu haben; der Film laufe überall im Land ab.

### International
Der Film wurde in der internationalen Presse überaus gut besprochen, bei Rotten Tomatoes sind 99 % der insgesamt 88 Kritiken positiv; die durchschnittliche Bewertung beträgt 8,7/10. Metacritic errechnete einen Score von 92, basierend auf 33 Kritiken.
Variety sah in dem Film ein „fesselndes, dem Arthouse verbundes Opus“, das sich wie ein „1000seitiger Roman“ entfalte. Es sei bisher Swjaginzews „zugänglichster und naturalistischster Film“, von überraschendem Witz und „zynisch-satirischem Unterton“. The Guardian attestierte, Leviathan sei „ein furchteinflößendes und einschüchterndes Werk […] von grandiosem Anspruch und Umfang“ und bescheinigte dem Film „wahre Größe“.
Die Chicago Sun-Times hob die „treffende Sprache“ des „meisterhaften Drehbuchs“ hervor. The Hollywood Reporter bemerkte, dass manche Filmhandlungen unsichtbar seien. „Diese faszinierenden Lücken in der Geschichte“ würde die „Unmöglichkeit unterstreichen, in einer zerrissenen Gesellschaft die Wahrheit über irgendetwas zu kennen“. Die New York Times schrieb, die Landschaftsbilder des Films seien „visuelle Geschenke“. Besonders die Aufnahmen von der Küste mit seinem „glänzenden arktischen Wasser, den Wellen in mitternächtlichem Farbton mit blauen Reflexen“ sowie die Bewegung „Ebbe und Flut, die gleichsam das Land liebkost und schlägt“, erzeuge beim „Zuschauer das Gefühl der Überflutung“. Dieses Gefühl werde durch die „hypnotischen Wirbel der Filmmusik von Philip Glass“ verstärkt. In der Chicago Tribune wurden die „grandiosen“ Schauspieler gelobt. Alexej Serebrjakow […] spiele wie „ein verwundeter, von Wodka und Wut angetriebener Stier“. Jelena Ljadowa erinnere in „ihrer Zerrissenheit zwischen Sehnsucht und Desillusionierung an die junge Lena Olin“ und „das geschwollene und grimmige Gesicht von Roman Madjanow, Bürgermeister Wadim“, werde „zum Symbol […] der Skrupellosigkeit“.
epd Film vergab dem Film fünf von fünf Sternen und lobte ihn als „Meisterwerk, universelle Fabel und Anklageschrift gegen die Verhältnisse im heutigen Russland in einem, vermittelt durch eine sorgfältige und detailreiche Schilderung totalitärer Verhältnisse und durch eine bisher so nicht dagewesene bildgewaltige Inszenierung.“
2016 belegte Leviathan bei einer Umfrage der BBC zu den 100 bedeutendsten Filmen des 21. Jahrhunderts den 47. Platz.

## Auszeichnungen (Auswahl)
| British Academy Film Award - 2014: Nominierung in der Kategorie Bester nicht-englischsprachiger Film Europäischer Filmpreis - 2014: Nominierung in der Kategorie Beste Regie - 2014: Nominierung in der Kategorie Bestes Drehbuch - 2014: Nominierung in der Kategorie Bester Film Filmfest München - 2014: ARRI/OSRAM Award Golden Globe Award - 2015: Bester fremdsprachiger Film Independent Spirit Award - 2015: Nominierung in der Kategorie Bester ausländischer Film Internationale Filmfestspiele von Cannes - 2014: Bestes Drehbuch - 2014: Nominierung für die Goldene Palme London Film Festival - 2014: Bester Film | Oscar - 2015: Nominierung in der Kategorie Bester fremdsprachiger Film Nika (Russischer nationaler Filmpreis) - 2015: Beste Hauptdarstellerin Jelena Ljadowa Palm Springs International Film Festival - 2014: FIPRESCI-Preis in der Kategorie Bester fremdsprachiger Film Plus Camerimage - 2014: Goldener Frosch São Paulo International Film Festival - 2014: Critics Award Solotoi Orjol (Russischer nationaler Filmpreis) - 2014: Beste Regie, Bester Schnitt, Beste Hauptdarstellerin Jelena Ljadowa, Bester Nebendarsteller Roman Madjanow |